# چارلز کلگ (بازیکن فوتبال)
چارلز کلگ (انگلیسی: Charles Clegg; ۱۵ ژوئن ۱۸۵۰ – ۲۶ ژوئن ۱۹۳۷) بازیکن فوتبال اهل بریتانیا بود.
وی همچنین برندهٔ جوایزی همچون شوالیه (عنوان) شده‌است.
از باشگاه‌هایی که در آن بازی کرده‌است می‌توان به باشگاه فوتبال شفیلد ونزدی و باشگاه فوتبال شفیلد اشاره کرد.